# Sanie (województwo dolnośląskie)
Sanie – wieś w Polsce położona w województwie dolnośląskim, w powiecie trzebnickim, w gminie Żmigród.
Od lutego 2018 we wsi istnieje farma wielbłądów jednogarbnych. 